# Montaut (Ariège)
Pour les articles homonymes, voir Montaut.
Montaut est une commune française située dans le département de l'Ariège, en région Occitanie. Sur le plan historique et culturel, la commune fait partie du pays de l'Aguanaguès ou plaine d'Ariège, parfois appelé basse Ariège, ou piémont ariégeois.
Exposée à un climat océanique altéré, elle est drainée par le Crieu, le Galage, le Raunier, l'Estaut, le ruisseau du Cazeret, le Galageot, le ruisseau du Tor et par divers autres petits cours d'eau. Nom inconnuLa commune possède un patrimoine naturel remarquable composé d'une zone naturelle d'intérêt écologique, faunistique et floristique.
Montaut est une commune rurale qui compte 694 habitants en 2022, après avoir connu un pic de population de 1 425 habitants en 1856. Elle fait partie de l'aire d'attraction de Pamiers. Puisant ses racines dans la langue d’Oc, à l’image de Montauban, ses habitants sont appelés les montaltais et montaltaises.
Jusqu'au XIXe siècle, le village est aussi connu sous le nom de Montaut-de-Crieu.
Le patrimoine architectural de la commune comprend un immeuble protégé au titre des monuments historiques : le château de Peyroutet-Vadier, inscrite en 1993.

## Géographie

### Localisation
La commune de Montaut se trouve dans le département de l'Ariège, en région Occitanie.
Elle se situe à 25 km à vol d'oiseau de Foix, préfecture du département, à 8 km de Pamiers, sous-préfecture, et à 8 km de Saverdun, bureau centralisateur du canton des Portes d'Ariège dont dépend la commune depuis 2015 pour les élections départementales.
La commune fait en outre partie du bassin de vie de Saverdun.
Les communes les plus proches sont : 
Le Vernet (3,4 km), Villeneuve-du-Paréage (3,7 km), Bonnac (4,8 km), Le Carlaret (6,6 km), Trémoulet (6,9 km), Bézac (7,1 km), Gaudiès (7,2 km), La Bastide-de-Lordat (7,4 km).
Sur le plan historique et culturel, Montaut fait partie du pays de l'Aguanaguès ou plaine d'Ariège, parfois appelé basse Ariège, ou piémont ariégeois. Ce pays, dont l'origine remonte probablement à l'époque carolingienne s'applique à la plaine de Pamiers et, par extension, à celle de Saverdun.
Montaut est limitrophe de sept autres communes.
Les communes limitrophes sont  Bonnac, Gaudiès, Le Carlaret, Le Vernet, Mazères, Pamiers, Saverdun, Trémoulet et Villeneuve-du-Paréage.
| Saverdun              | Mazères |                        |
| Le Vernet, Bonnac     | Montaut | Gaudiès                |
| Villeneuve-du-Paréage | Pamiers | Trémoulet, Le Carlaret |

Montaut est située sur une colline à 280 m d'altitude, dominant le Crieu et les alentours d'où l'on distingue très nettement son clocher caractéristique octogonal en briques rouges, datant du XIIe siècle.

### Géologie et relief
La commune est située dans le Bassin aquitain, le deuxième plus grand bassin sédimentaire de la France après le Bassin parisien, la totalité du territoire étant recouverte par des formations superficielles. Les terrains affleurants sur le territoire communal sont constitués de roches sédimentaires datant du Cénozoïque, l'ère géologique la plus récente sur l'échelle des temps géologiques, débutant il y a 66 millions d'années. La structure détaillée des couches affleurantes est décrite dans les feuilles « n°1035 - Saverdun » et « n°1057 - Pamiers » de la carte géologique harmonisée au 1/50 000ème du département de l'Ariège, et leurs notices associées,.
La superficie cadastrale de la commune publiée par l’Insee, qui sert de références dans toutes les statistiques, est de 35,03 km2,. La superficie géographique, issue de la BD Topo, composante du Référentiel à grande échelle produit par l'IGN, est quant à elle de 35,26 km2.  L'altitude du territoire varie entre 241 m et 295 m.

### Hydrographie

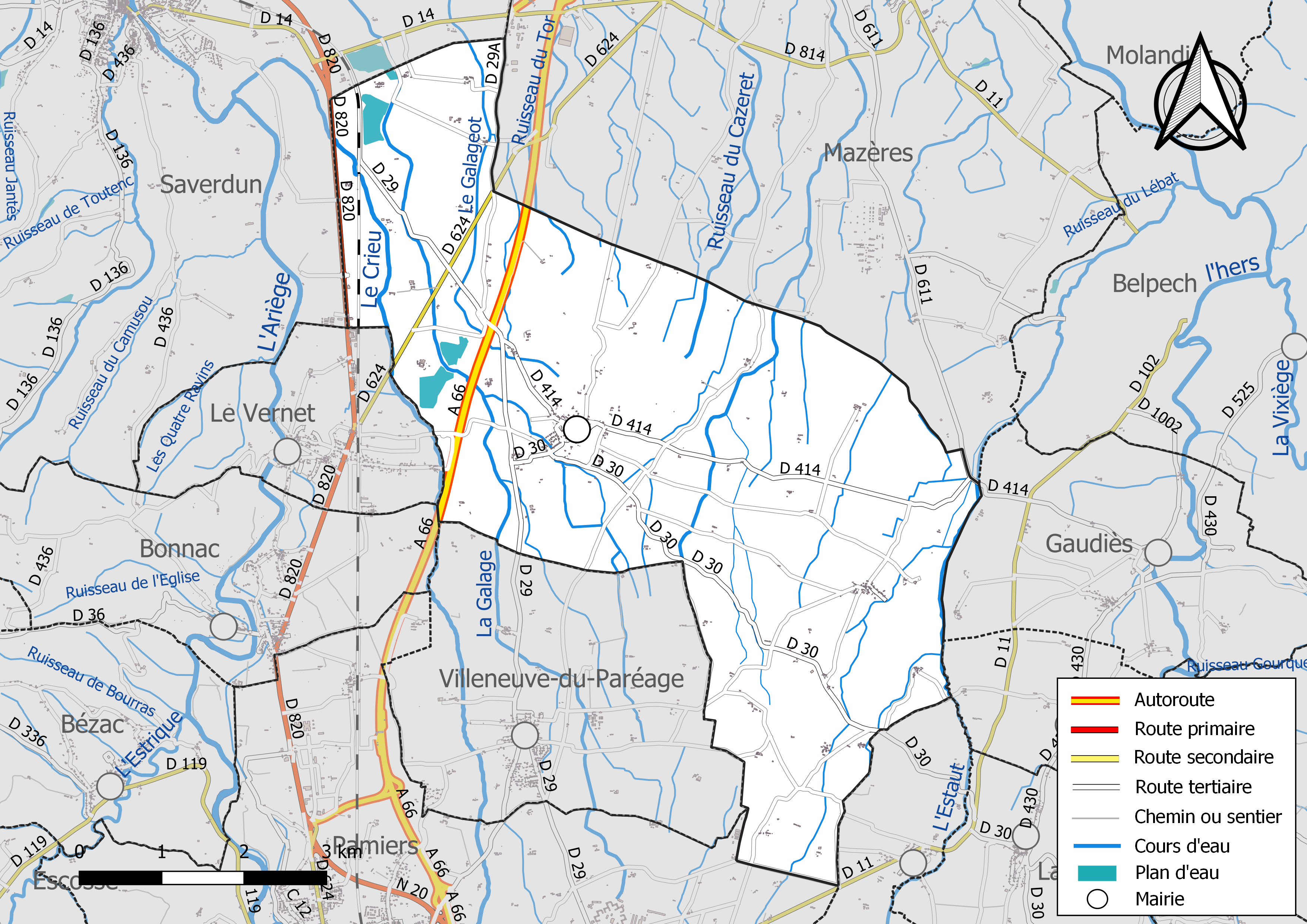
Réseaux hydrographique et routier de Montaut.

La commune est dans le bassin versant de la Garonne, au sein du bassin hydrographique Adour-Garonne. Elle est drainée par le Crieu, la Galage, le Raunier, l'Estaut, le ruisseau du Cazeret, le Galageot, le ruisseau du Tor, le ruisseau Forgis et par divers petits cours d'eau, constituant un réseau hydrographique de 53 km de longueur totale,.
Le Crieu, d'une longueur totale de 34,8 km, prend sa source dans la commune de Ventenac et s'écoule du sud vers le nord. Il traverse la commune et se jette dans l'Ariège à Saverdun, après avoir traversé 14 communes.
La Galage, d'une longueur totale de 19,3 km, prend sa source dans la commune de Pamiers et s'écoule du sud vers le nord. Il traverse la commune et se jette dans l'Ariège à Cintegabelle, après avoir traversé 6 communes.
Le Raunier, d'une longueur totale de 11,8 km, prend sa source dans la commune de Montaut et s'écoule du sud vers le nord. Il traverse la commune et se jette dans l'Hers-Vif à Mazères.
L'Estaut, d'une longueur totale de 19,5 km, prend sa source dans la commune de Coussa et s'écoule du sud vers le nord. Il traverse la commune et se jette dans l'Hers-Vif à Belpech, après avoir traversé 11 communes.
Le ruisseau du Cazeret, d'une longueur totale de 10,1 km, prend sa source dans la commune de Montaut et s'écoule du sud vers le nord. Il traverse la commune et se jette dans l'Hers-Vif en limite des communes de Calmont et de Mazères.

### Climat
Pour des articles plus généraux, voir Climat de l'Occitanie et Climat de l'Ariège.
En 2010, le climat de la commune est de type climat du Bassin du Sud-Ouest, selon une étude s'appuyant sur une série de données couvrant la période 1971-2000. En 2020, Météo-France publie une typologie des climats de la France métropolitaine dans laquelle la commune est dans une zone de transition entre le climat océanique altéré et le climat de montagne et est dans la région climatique Pyrénées centrales, caractérisée par une pluviométrie annuelle de 1 000 à 1 200 mm.
Pour la période 1971-2000, la température annuelle moyenne est de 12,9 °C, avec une amplitude thermique annuelle de 15,8 °C. Le cumul annuel moyen de précipitations est de 793 mm, avec 9,2 jours de précipitations en janvier et 5,8 jours en juillet. Pour la période 1991-2020, la température moyenne annuelle observée sur la station météorologique installée sur la commune est de 13,7 °C et le cumul annuel moyen de précipitations est de 677,1 mm,. Pour l'avenir, les paramètres climatiques de la commune estimés pour 2050 selon différents scénarios d'émission de gaz à effet de serre sont consultables sur un site dédié publié par Météo-France en novembre 2022.
| Mois                                  | jan.          | fév.           | mars          | avril         | mai           | juin          | jui.          | août          | sep.          | oct.          | nov.          | déc.          | année      |
| ------------------------------------- | ------------- | -------------- | ------------- | ------------- | ------------- | ------------- | ------------- | ------------- | ------------- | ------------- | ------------- | ------------- | ---------- |
| Température minimale moyenne (°C)     | 2,6           | 2,5            | 5             | 7,8           | 10,7          | 14,5          | 16,4          | 16,2          | 13,5          | 10,5          | 6,2           | 3,3           | 9,1        |
| Température moyenne (°C)              | 5,9           | 6,4            | 9,5           | 12,5          | 15,5          | 19,8          | 21,9          | 21,9          | 18,9          | 15            | 9,8           | 6,8           | 13,7       |
| Température maximale moyenne (°C)     | 9,2           | 10,3           | 13,9          | 17,2          | 20,2          | 25            | 27,4          | 27,5          | 24,3          | 19,5          | 13,5          | 10,3          | 18,2       |
| Record de froid (°C) date du record   | −7,4 11.01.10 | −11,7 09.02.12 | −8,7 01.03.05 | −1,4 05.04.22 | 0,4 04.05.10  | 5,9 01.06.06  | 9,7 03.07.02  | 7,6 31.08.10  | 4,7 25.09.02  | −1,4 25.10.03 | −5,2 18.11.07 | −8,1 23.12.05 | −11,7 2012 |
| Record de chaleur (°C) date du record | 20,8 18.01.07 | 24,1 27.02.19  | 23,4 20.03.05 | 28,1 09.04.11 | 31,4 18.05.22 | 38,6 17.06.22 | 38,9 17.07.22 | 41,1 23.08.23 | 33,7 05.09.06 | 31,2 01.10.23 | 23,2 01.11.20 | 20,1 31.12.21 | 41,1 2023  |
| Ensoleillement (h)                    | 1 001         | 1 288          | 1 703         | 1 954         | 2 102         | 2 377         | 2 595         | 2 417         | 212           | 1 707         | 1 187         | 1 132         | 21 582     |
| Précipitations (mm)                   | 67,8          | 45,2           | 55,9          | 68,4          | 78,8          | 54,4          | 46            | 43,1          | 42,3          | 55,6          | 63,4          | 56,2          | 677,1      |

### Milieux naturels et biodiversité

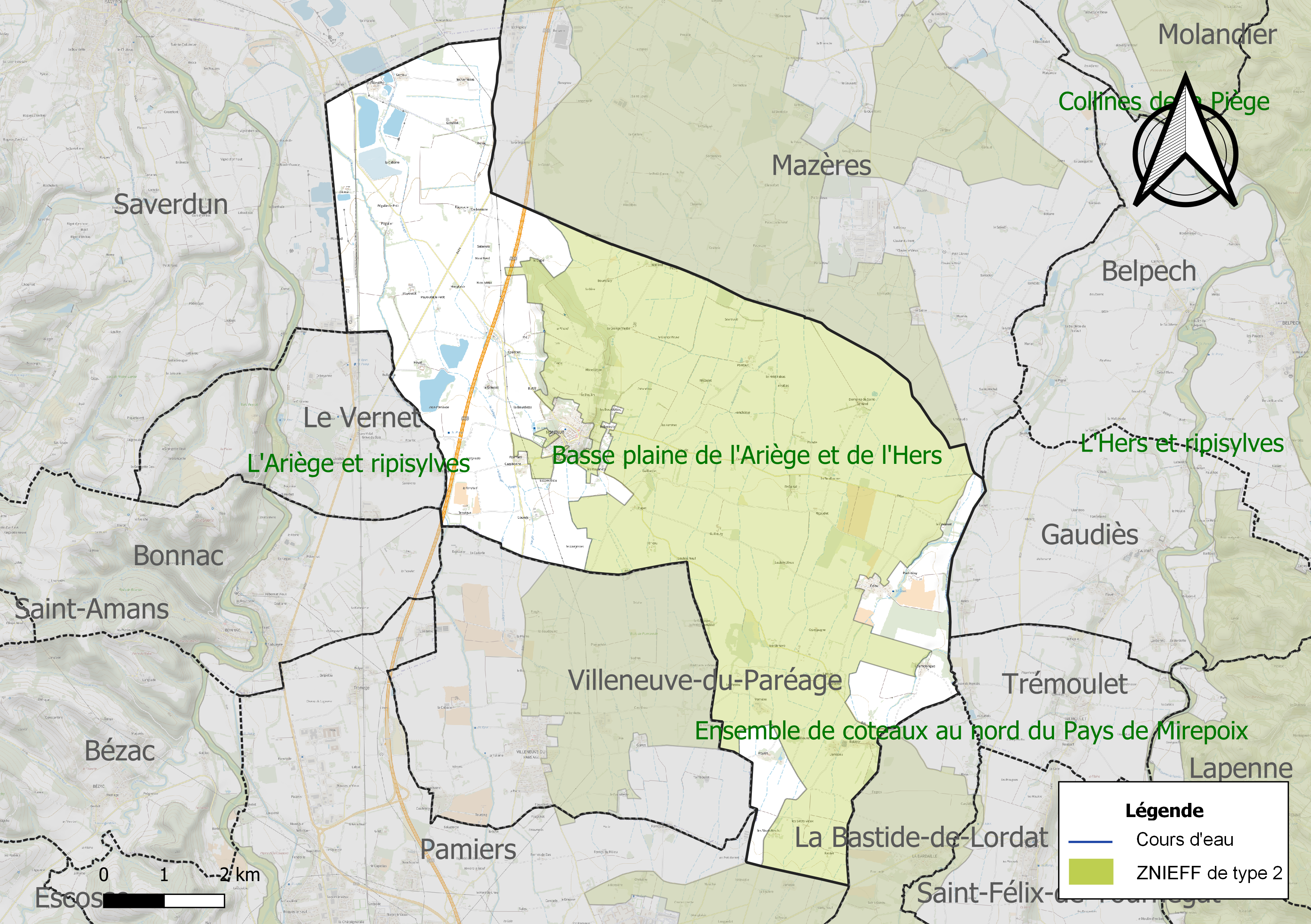
Carte de la ZNIEFF de type 2 localisée sur la commune.

L’inventaire des zones naturelles d'intérêt écologique, faunistique et floristique (ZNIEFF) a pour objectif de réaliser une couverture des zones les plus intéressantes sur le plan écologique, essentiellement dans la perspective d’améliorer la connaissance du patrimoine naturel national et de fournir aux différents décideurs un outil d’aide à la prise en compte de l’environnement dans l’aménagement du territoire.
Une ZNIEFF de type 2 est recensée sur la commune :
les « basse plaine de l'Ariège et de l'Hers » (7 048 ha), couvrant 14 communes dont 13 dans l'Ariège et 1 dans la Haute-Garonne.

## Urbanisme

### Typologie
Au 1er janvier 2024, Montaut est catégorisée commune rurale à habitat dispersé, selon la nouvelle grille communale de densité à 7 niveaux définie par l'Insee en 2022.
Elle est située hors unité urbaine. Par ailleurs la commune fait partie de l'aire d'attraction de Pamiers, dont elle est une commune de la couronne,. Cette aire, qui regroupe 52 communes, est catégorisée dans les aires de moins de 50 000 habitants,.

### Occupation des sols

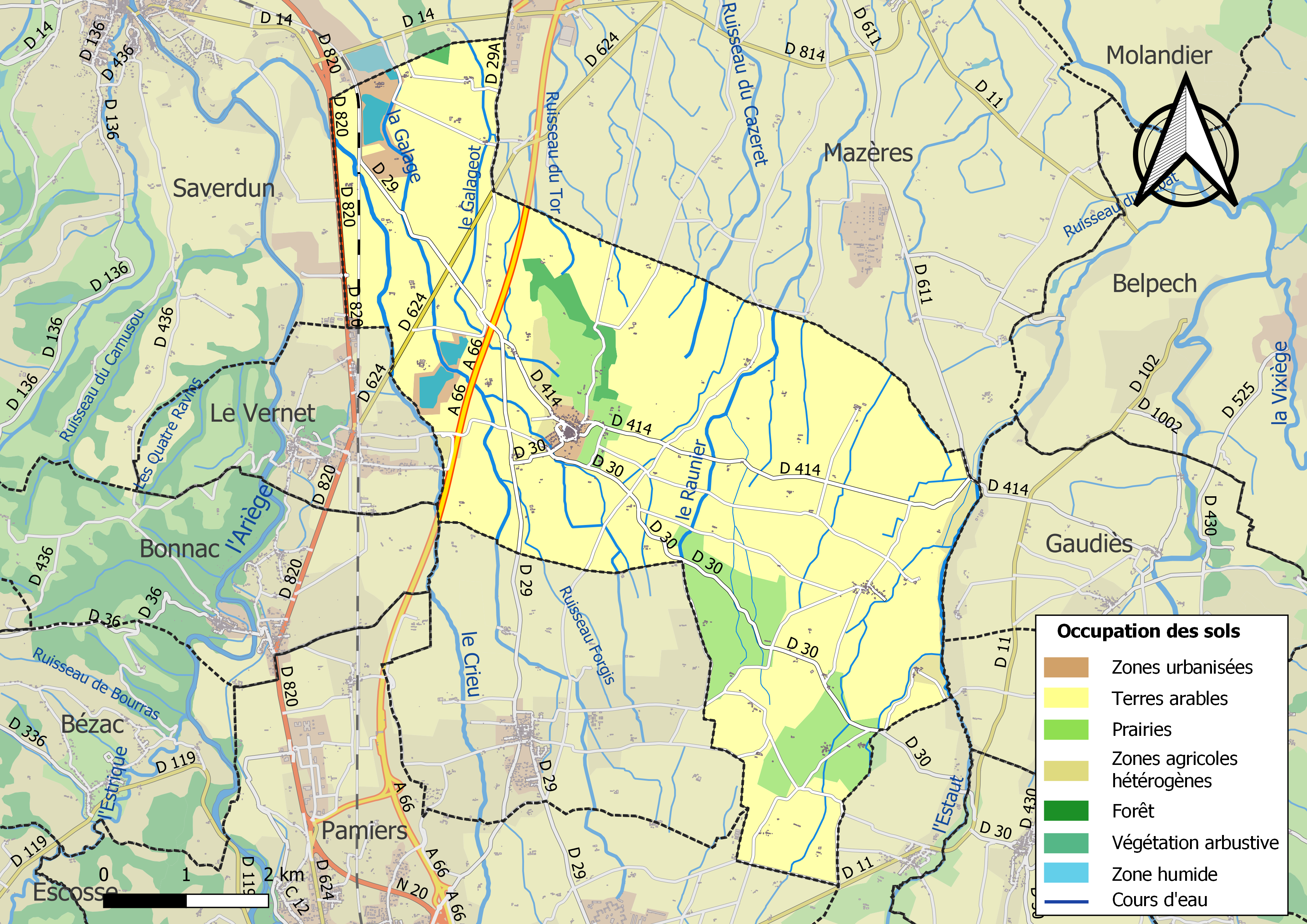
Carte des infrastructures et de l'occupation des sols de la commune en 2018 (CLC).

L'occupation des sols de la commune, telle qu'elle ressort de la base de données européenne d’occupation biophysique des sols Corine Land Cover (CLC), est marquée par l'importance des territoires agricoles (93,7 % en 2018), en diminution par rapport à 1990 (97,9 %). La répartition détaillée en 2018 est la suivante : terres arables (81,3 %), prairies (10,1 %), mines, décharges et chantiers (2,9 %), zones agricoles hétérogènes (2,3 %), forêts (1,5 %), eaux continentales (1,1 %), zones urbanisées (0,9 %).
L'IGN met par ailleurs à disposition un outil en ligne permettant de comparer l'évolution dans le temps de l'occupation des sols de la commune (ou de territoires à des échelles différentes). Plusieurs époques sont accessibles sous forme de cartes ou photos aériennes : la carte de Cassini (XVIIIe siècle), la carte d'état-major (1820-1866) et la période actuelle (1950 à aujourd'hui).

### Hameaux
Balayer, Couzinet, Commelongue, Crieu, Fourram, Janissou, Hôpital, Lansac, Peyroutet, Vernou, Vernezes...

### Habitat et logement
En 2018, le nombre total de logements dans la commune était de 374, alors qu'il était de 365 en 2013 et de 347 en 2008.
Parmi ces logements, 78,7 % étaient des résidences principales, 3,6 % des résidences secondaires et 17,7 % des logements vacants. Ces logements étaient pour 94,7 % d'entre eux des maisons individuelles et pour 4,8 % des appartements.
Le tableau ci-dessous présente la typologie des logements à Montaut en 2018 en comparaison avec celle de l'Ariège et de la France entière. Une caractéristique marquante du parc de logements est ainsi une proportion de résidences secondaires et logements occasionnels (3,6 %) inférieure à celle du département (24,6 %) mais supérieure à celle de la France entière (9,7 %). Concernant le statut d'occupation de ces logements, 72,8 % des habitants de la commune sont propriétaires de leur logement (71,7 % en 2013), contre 66,3 % pour l'Ariège et 57,5 % pour la France entière.
| Typologie                                               | Montaut | Ariège | France entière |
| ------------------------------------------------------- | ------- | ------ | -------------- |
| Résidences principales (en %)                           | 78,7    | 65,7   | 82,1           |
| Résidences secondaires et logements occasionnels (en %) | 3,6     | 24,6   | 9,7            |
| Logements vacants (en %)                                | 17,7    | 9,7    | 8,2            |

### Voies de communication et transports
Accès avec l'autoroute A66 (Villefranche-de-Lauragais/Pamiers) et les routes départementales D 29, D 624, D 30 et D 414, ainsi que par la gare du Vernet-d'Ariège sur la ligne de Portet-Saint-Simon à Puigcerda (frontière).

### Risques majeurs
Le territoire de la commune de Montaut est vulnérable à différents aléas naturels : inondations, climatiques (grand froid ou canicule), mouvements de terrains et séisme (sismicité faible). Il est également exposé à un risque technologique,  le transport de matières dangereuses,.

#### Risques naturels

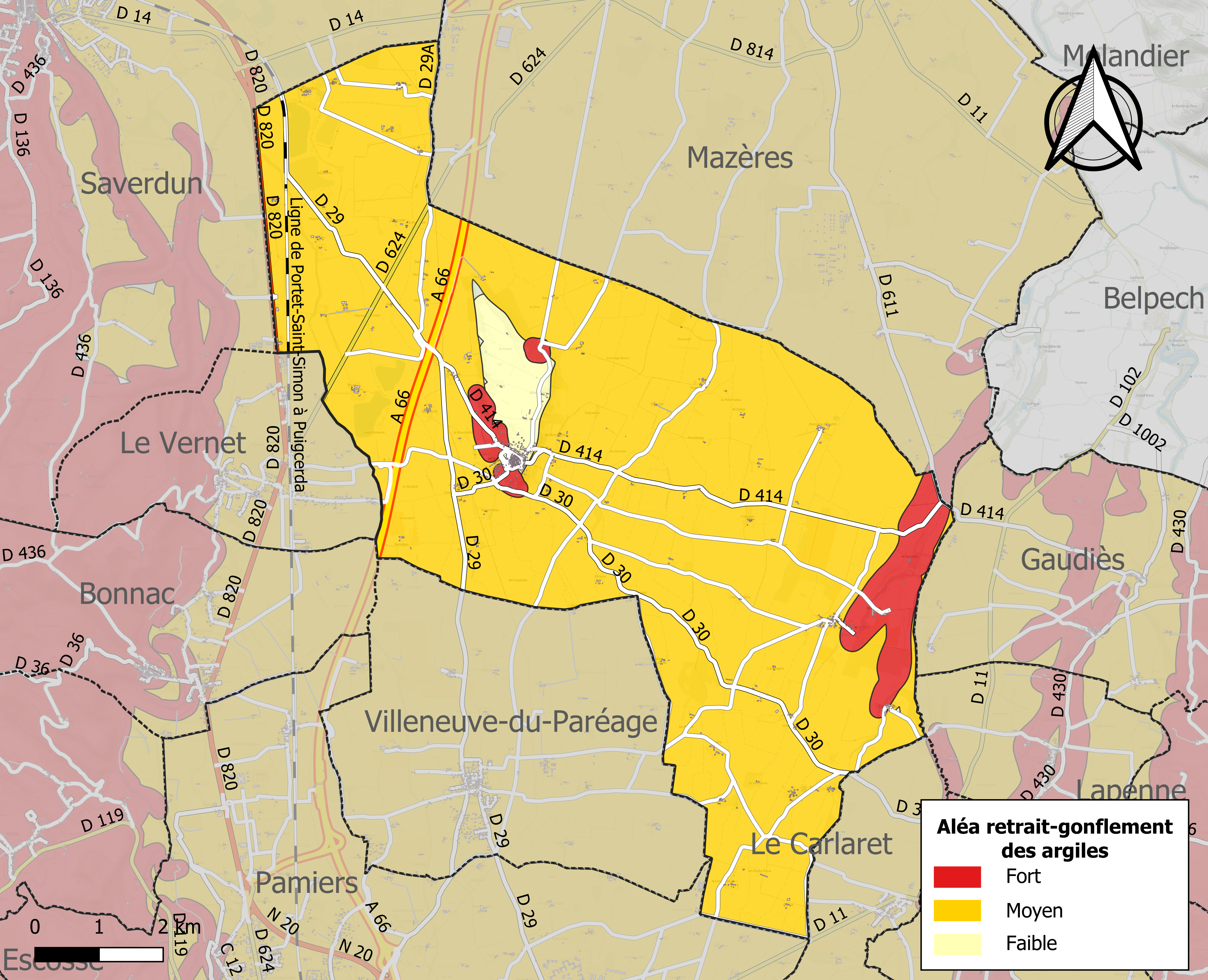
Zonage de l'aléa retrait-gonflement des argiles sur la commune de Montaut.

Certaines parties du territoire communal sont susceptibles d’être affectées par le risque d’inondation par crue torrentielle d'un cours d'eau.
Les mouvements de terrains susceptibles de se produire sur la commune sont soit des chutes de blocs, soit des glissements de terrains, soit des mouvements liés au retrait-gonflement des argiles. Près de 50 % de la superficie du département est concernée par l'aléa retrait-gonflement des argiles, dont la commune de Montaut. L'inventaire national des cavités souterraines permet par ailleurs de localiser celles situées sur la commune.

#### Risques technologiques
Le risque de transport de matières dangereuses par une infrastructure routière ou ferroviaire ou par une canalisation de transport de gaz concerne la commune. Un accident se produisant sur une telle infrastructure est en effet susceptible d’avoir des effets graves au bâti ou aux personnes jusqu’à 350 m, selon la nature du matériau transporté. Des dispositions d’urbanisme peuvent être préconisées en conséquence.

## Histoire
Un certain Vadier, originaire de Pamiers, possédait des domaines sur Montaut. Vers 1785, Vadier voulut convertir certaines de ses terres en seigneurie, par engagement. Il accusa d'autres propriétaires, notamment Cazes, qui lui avait refusé la main de sa fille, et Dardigna, d'avoir fait échouer son projet, et il conçut contre eux une haine terrible[réf. incomplète]. Devenu député aux États généraux de 1789, puis en septembre 1793, président et doyen du Comité de sûreté générale, organe policier et répressif de.. la Terreur, il use et abuse de ses pouvoirs illimités. Ainsi, après le 22 prairial an II (10 juin 1794), les débats publics étant supprimés au Tribunal révolutionnaire, il fait traduire ceux dont il veut se venger : à peine la loi votée, plusieurs habitants de Montaut et précisément ceux qui se sont opposés à l'érection de ses terres en seigneurie sont renvoyés au tribunal révolutionnaire et exécutés.
Émile Lefèvre, notaire passionné d'agriculture, fonda sur sa propriété la ferme-école du domaine de Royat qui fonctionne de 1849 à 1928. Elle a acquis une grande notoriété en étant à l'origine de la taille de la vigne dite en cordon de Royat et de la méthode de vinification dite par gravité.

## Politique et administration

### Découpage territorial
La commune de Montaut est membre de la communauté de communes des Portes d'Ariège Pyrénées, un établissement public de coopération intercommunale (EPCI) à fiscalité propre créé le 5 octobre 2016 dont le siège est à Pamiers. Ce dernier est par ailleurs membre d'autres groupements intercommunaux.
Sur le plan administratif, elle est rattachée à l'arrondissement de Pamiers, au département de l'Ariège, en tant que circonscription administrative de l'État, et à la région Occitanie.
Sur le plan électoral, elle dépend du canton des Portes d'Ariège pour l'élection des conseillers départementaux, depuis le redécoupage cantonal de 2014 entré en vigueur en 2015, et de la deuxième circonscription de l'Ariège  pour les élections législatives, depuis le redécoupage électoral de 1986.

### Administration municipale
Le nombre d'habitants au recensement de 2011 étant compris entre 500 et 1 499 habitants, le nombre de membres du conseil municipal pour l'élection de 2014 est de quinze,.

### Liste des maires
| Période                                  | Période  | Identité           | Étiquette | Qualité                       |
| ---------------------------------------- | -------- | ------------------ | --------- | ----------------------------- |
| aôut 1945                                | 1950     | Germain Ail        |           |                               |
| mars 1950                                | 1959     | Henri Carretié     |           | Exploitant agricole           |
| mars 1959                                | 1962     | Elie Séguéla       |           | Douanier                      |
| 1962                                     | 2008     | Georges Courthieu  | DVG       | Retraité exploitant agricole  |
| mars 2008                                | 2018     | Monique Gagneux    | DVG       | Retraitée enseignement public |
| septembre 2018                           | En cours | Yannick Jousseaume |           | Retraité de l'agriculture     |
| Les données manquantes sont à compléter. |          |                    |           |                               |

## Population et société

### Démographie
L'évolution du nombre d'habitants est connue à travers les recensements de la population effectués dans la commune depuis 1793. Pour les communes de moins de 10 000 habitants, une enquête de recensement portant sur toute la population est réalisée tous les cinq ans, les populations de référence des années intermédiaires étant quant à elles estimées par interpolation ou extrapolation. Pour la commune, le premier recensement exhaustif entrant dans le cadre du nouveau dispositif a été réalisé en 2004.

En 2022, la commune comptait 694 habitants, en évolution de −3,07 % par rapport à 2016 (Ariège : +1,48 %, France hors Mayotte : +2,11 %).
| 1793 | 1800 | 1806 | 1821  | 1831  | 1836  | 1841  | 1846  | 1851  |
| ---- | ---- | ---- | ----- | ----- | ----- | ----- | ----- | ----- |
| 724  | 654  | 819  | 1 028 | 1 072 | 1 167 | 1 242 | 1 325 | 1 333 |

| 1856  | 1861  | 1866  | 1872  | 1876  | 1881  | 1886  | 1891  | 1896  |
| ----- | ----- | ----- | ----- | ----- | ----- | ----- | ----- | ----- |
| 1 425 | 1 404 | 1 420 | 1 318 | 1 351 | 1 219 | 1 294 | 1 256 | 1 205 |

| 1901  | 1906  | 1911  | 1921 | 1926 | 1931 | 1936 | 1946 | 1954 |
| ----- | ----- | ----- | ---- | ---- | ---- | ---- | ---- | ---- |
| 1 105 | 1 084 | 1 091 | 946  | 918  | 888  | 903  | 852  | 861  |

| 1962 | 1968 | 1975 | 1982 | 1990 | 1999 | 2004 | 2006 | 2009 |
| ---- | ---- | ---- | ---- | ---- | ---- | ---- | ---- | ---- |
| 782  | 646  | 551  | 538  | 554  | 582  | 667  | 668  | 678  |

| 2014 | 2019 | 2022 | - | - | - | - | - | - |
| ---- | ---- | ---- | - | - | - | - | - | - |
| 711  | 696  | 694  | - | - | - | - | - | - |

| selon la population municipale des années : | 1968 | 1975 | 1982 | 1990 | 1999 | 2006 | 2009 | 2013 |
| Rang de la commune dans le département      | 38   | 45   | 48   | 49   | 46   | 42   | 43   | 43   |
| Nombre de communes du département           | 340  | 328  | 330  | 332  | 332  | 332  | 332  | 332  |

### Enseignement
Une école primaire publique fonctionne sur la commune. Montaut fait partie de l'académie de Toulouse.

### Culture et festivités
Association Culturelles Padènes Compagnies (Festival Théâtre, Atelier théâtre enfants adolescents, Atelier dessin enfants adolescents, Festival de musique celtique et occitan 1er week-end de juin).

### Activités sportives
Pétanque, randonnée pédestre, football.

### Écologie et recyclage
Une usine de méthanisation de déchets agricoles fonctionnera en continu au printemps 2021. Le digestat sera ensuite utilisé comme engrais organique.
La collecte et le traitement des déchets des ménagés et des déchets assimilés ainsi que la protection et la mise en valeur de l'environnement se font dans le cadre du SMECTOM du Plantaurel,.

## Économie

### Revenus
En 2018, la commune compte 292 ménages fiscaux, regroupant 705 personnes. La médiane du revenu disponible par unité de consommation est de 20 450 € (19 820 € dans le département).

### Emploi
| Division       | 2008  | 2013   | 2018   |
| -------------- | ----- | ------ | ------ |
| Commune        | 6,8 % | 8,4 %  | 6,3 %  |
| Département    | 8,9 % | 11,1 % | 11,2 % |
| France entière | 8,3 % | 10 %   | 10 %   |

En 2018, la population âgée de 15 à 64 ans s'élève à 452 personnes, parmi lesquelles on compte 80,7 % d'actifs (74,4 % ayant un emploi et 6,3 % de chômeurs) et 19,3 % d'inactifs,. Depuis 2008, le taux de chômage communal (au sens du recensement) des 15-64 ans est inférieur à celui de la France et du département.
La commune fait partie de la couronne de l'aire d'attraction de Pamiers, du fait qu'au moins 15 % des actifs travaillent dans le pôle,. Elle compte 97 emplois en 2018, contre 82 en 2013 et 90 en 2008. Le nombre d'actifs ayant un emploi résidant dans la commune est de 341, soit un indicateur de concentration d'emploi de 28,5 % et un taux d'activité parmi les 15 ans ou plus de 62 %.
Sur ces 341 actifs de 15 ans ou plus ayant un emploi, 62 travaillent dans la commune, soit 18 % des habitants. Pour se rendre au travail, 88,4 % des habitants utilisent un véhicule personnel ou de fonction à quatre roues, 0,3 % les transports en commun, 4,8 % s'y rendent en deux-roues, à vélo ou à pied et 6,5 % n'ont pas besoin de transport (travail au domicile).

### Activités hors agriculture
66 établissements sont implantés  à Montaut au 31 décembre 2019. Le tableau ci-dessous en détaille le nombre par secteur d'activité et compare les ratios avec ceux du département,.
| Secteur d'activité                                                                                        | Commune | Commune | Département |
| Secteur d'activité                                                                                        | Nombre  | %       | %           |
| --- | ------- | ------- | ----------- |
| Ensemble                                                                                                  | 66      |         |             |
| Industrie manufacturière, industries extractives et autres                                                | 25      | 37,9 %  | (12,9 %)    |
| Construction                                                                                              | 8       | 12,1 %  | (14,2 %)    |
| Commerce de gros et de détail, transports, hébergement et restauration                                    | 10      | 15,2 %  | (27,5 %)    |
| Information et communication                                                                              | 2       | 3 %     | (1,8 %)     |
| Activités immobilières                                                                                    | 6       | 9,1 %   | (4,2 %)     |
| Activités spécialisées, scientifiques et techniques et activités de services administratifs et de soutien | 2       | 3 %     | (13,2 %)    |
| Administration publique, enseignement, santé humaine et action sociale                                    | 4       | 6,1 %   | (14,4 %)    |
| Autres activités de services                                                                              | 9       | 13,6 %  | (8,8 %)     |

Le secteur de l'industrie manufacturière, des industries extractives et autres est prépondérant sur la commune puisqu'il représente 37,9 % du nombre total d'établissements de la commune (25 sur les 66 entreprises implantées  à Montaut), contre 12,9 % au niveau départemental.
Les deux entreprises ayant leur siège social sur le territoire communal qui génèrent le plus de chiffre d'affaires en 2020 sont : 
- SARL Maconnerie Prome Freres, construction de maisons individuelles (238 k€) ;
- A Paradis Peche, enseignement de disciplines sportives et d'activités de loisirs (16 k€).

### Agriculture
La commune fait partie de la petite région agricole dénommée « Plaine de l'Ariège ». En 2010, l'orientation technico-économique de l'agriculture  sur la commune est la production de céréales et oléoprotéagineux.
|                                   | 1988  | 2000 | 2010 |
| --------------------------------- | ----- | ---- | ---- |
| Exploitations                     | 59    | 43   | 37   |
| Superficie agricole utilisée (ha) | 2 685 | 2729 | 2566 |

Le nombre d'exploitations agricoles en activité et ayant leur siège dans la commune est passé de 59 lors du recensement agricole de 1988 à 43 en 2000 puis à 37 en 2010, soit une baisse de 37 % en 22 ans. Le même mouvement est observé à l'échelle du département qui a perdu pendant cette période 48 % de ses exploitations. La surface agricole utilisée sur la commune a également diminué, passant de 2 685 ha en 1988 à 2 566 ha en 2010. Parallèlement la surface agricole utilisée moyenne par exploitation a augmenté, passant de 46 à 69 ha.

## Culture locale et patrimoine

### Lieux et bâtiments
- Le cœur du village est fortifié, l'accès se faisant à l'origine par un porche récemment rénové.
- Louis XIII signe la démolition du château le 28 novembre 1632 (réalisée par Galinier, capitaine, en 1635) : il n'en reste que quelques ruines.
- Excavation (puits, silo ?) découverte en 2010.
- Église Saint-Michel, du XVe. L’une de ses chapelles renferme les reliques de saint Eudoce, centurion romain martyr. Cloche de 1533 et orgue mécanisé à l'aide de rouleaux pointés exécuté vers 1830-1840 (protégé le 13 septembre 1982) ; clocher octogonal.
- Domaine de Peyroutet-Vadier (XVIIe, XVIIIe), privé : maison ayant appartenu à Marc-Guillaume-Alexis Vadier, député du tiers état à la Convention qui vota la mort du roi, créateur du département de l'Ariège. Le domaine est inscrit à l'inventaire des monuments historiques par arrêté du 1er avril 1993.

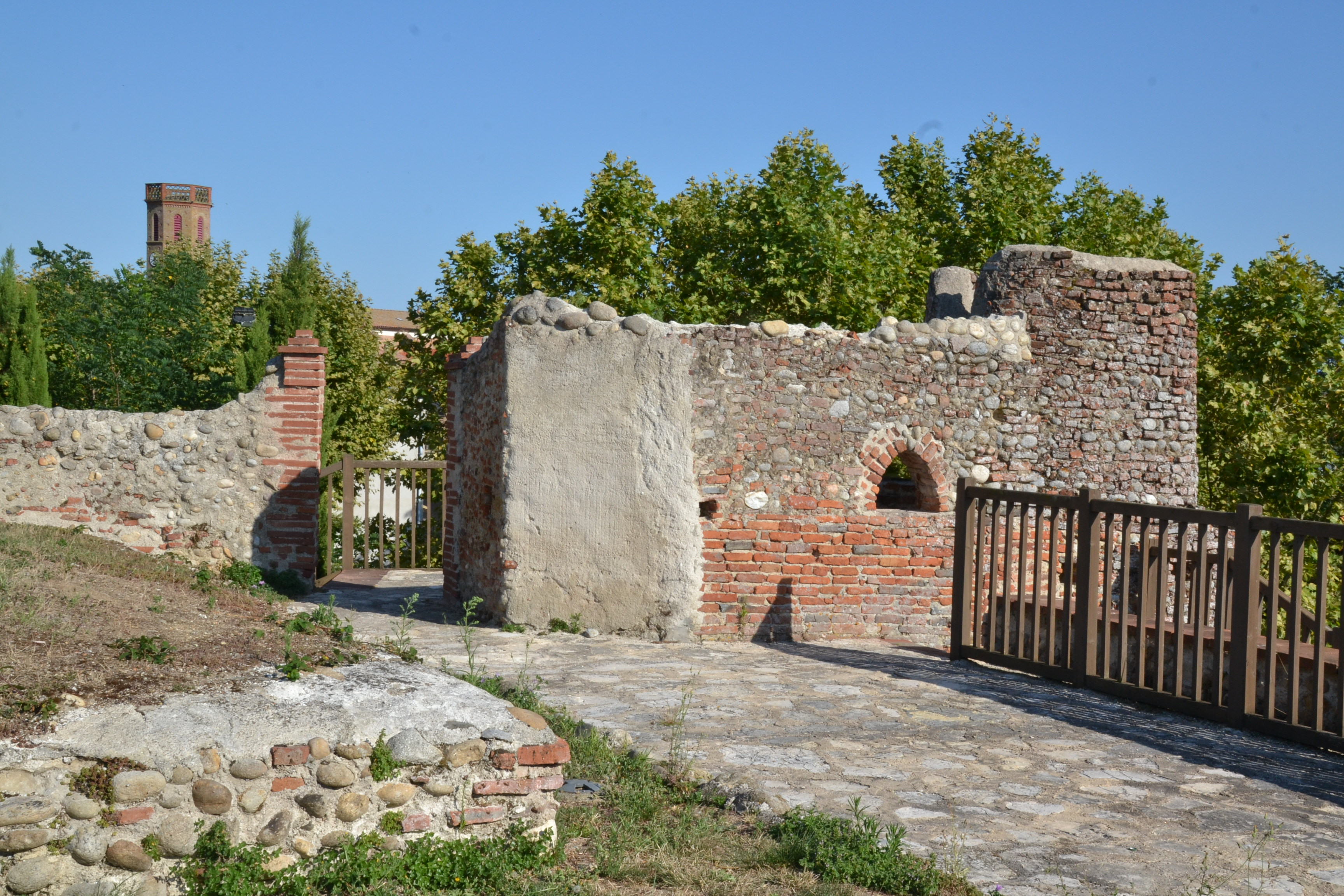
Vestiges du château et clocher de l'église Saint-Michel.
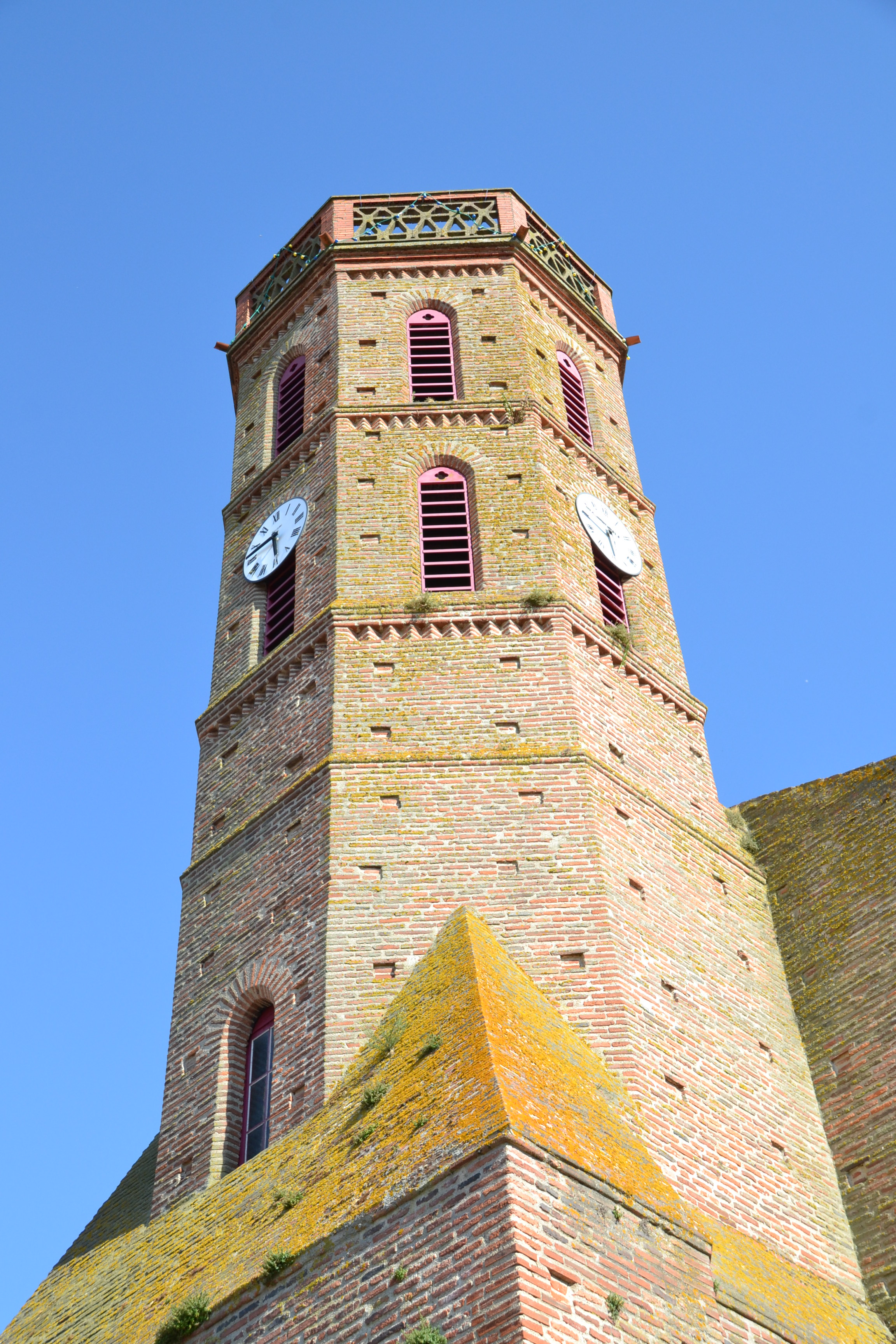
Clocher de l'église Saint-Michel.
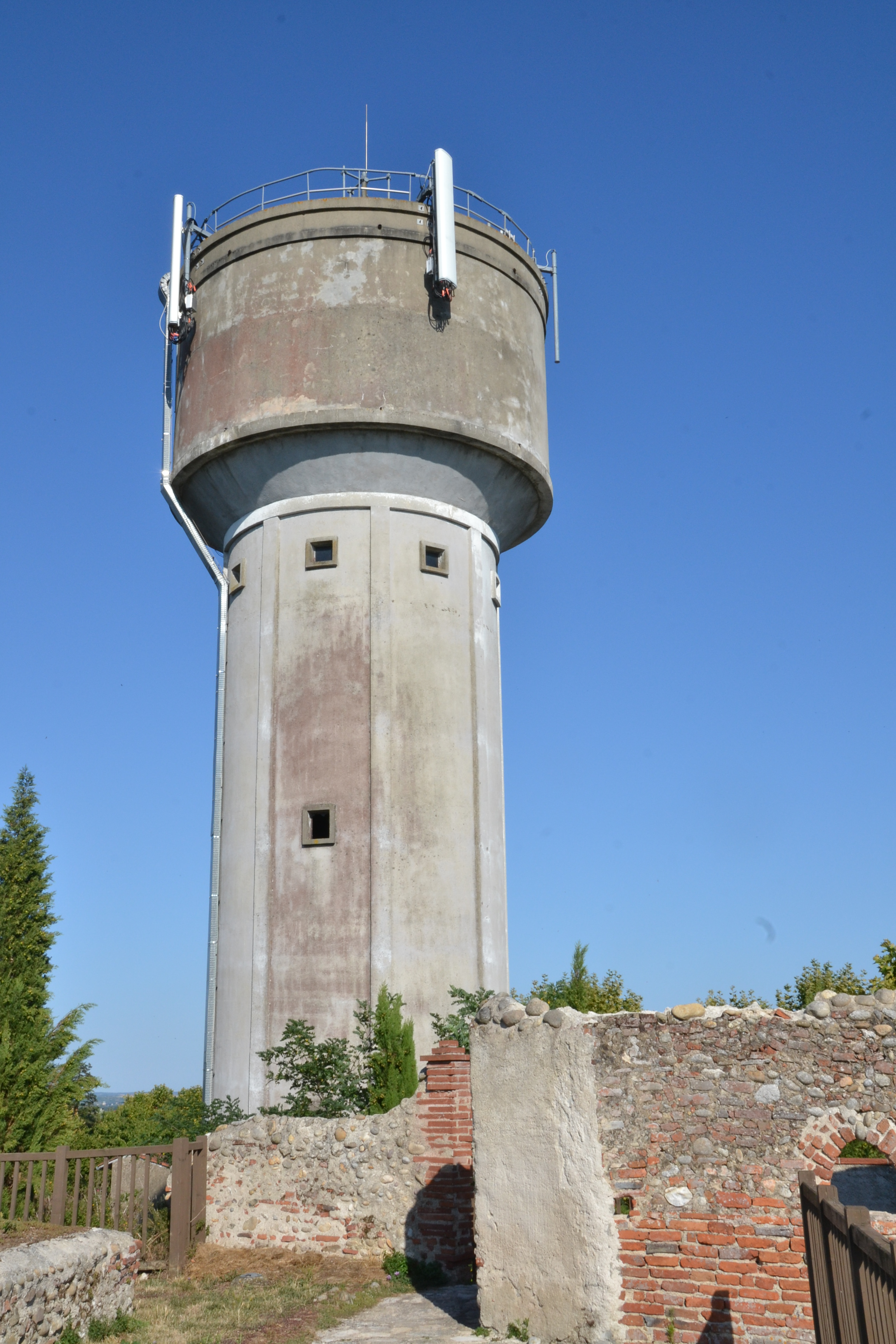
Le château d'eau.
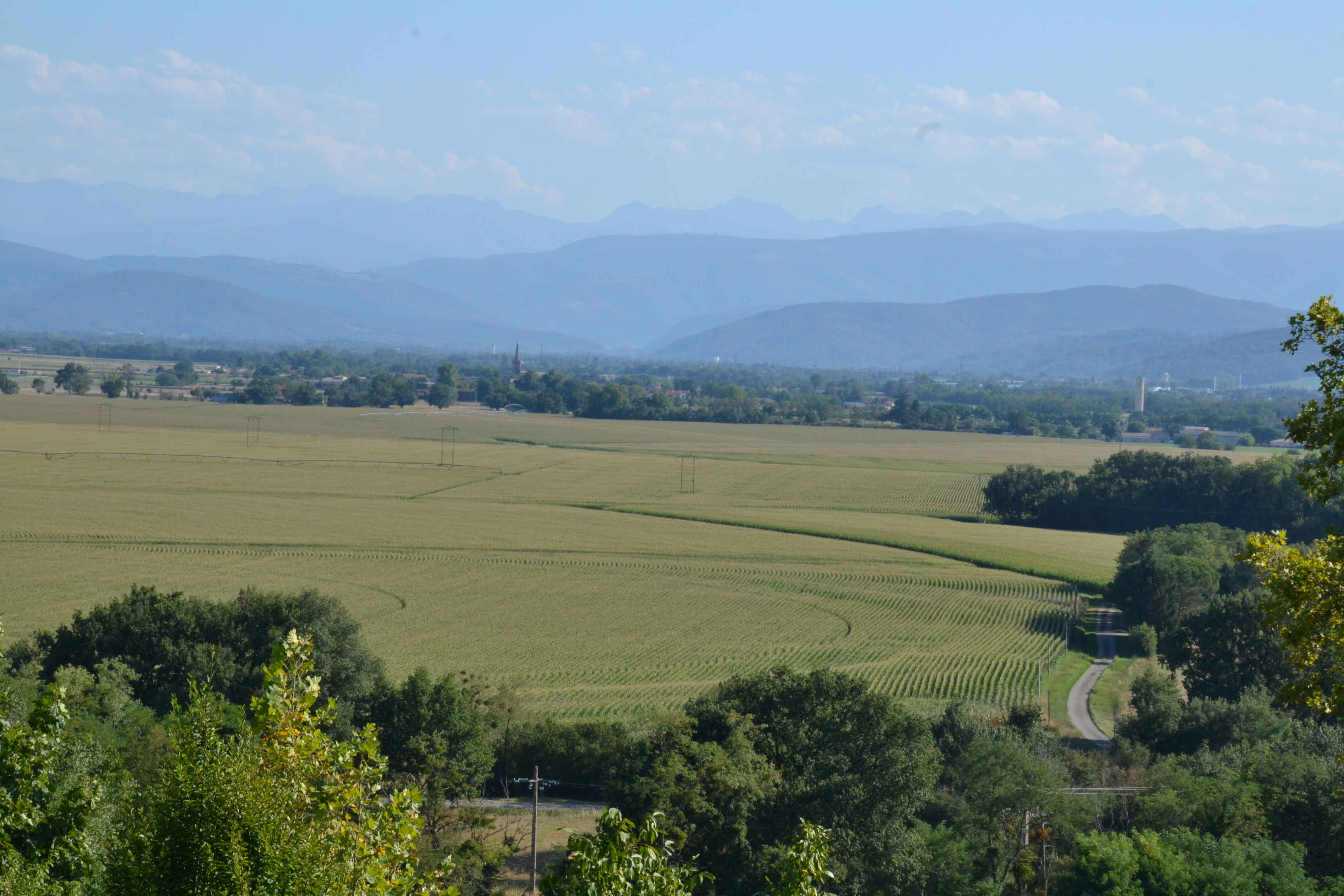
La plaine de la basse Ariège vue depuis Montaut.

### Personnalités liées à la commune
- Marc-Guillaume-Alexis Vadier

### Héraldique
| Montaut | Son blasonnement est : Écartelé : au 1er de gueules à trois pals d'or, au 2e d'azur à un monde d'argent, au 3e d'or à un château de gueules et au 4e d'argent à deux vaches passantes de sable posées l'une sur l'autre. |